# Holokauszt Dokumentációs Központ és Emlékgyűjtemény
A Holokauszt Dokumentációs Központ és Emlékgyűjtemény (röviden: Holokauszt Emlékközpont) a Páva utcai zsinagóga mellett felépült múzeum és egyben emlékhely, ami a magyarországi zsidó holokauszt eseményeit dolgozza fel és állítja ki.

## Története
A Páva utcai zsinagóga 1923-ban épült fel Baumhorn Lipót tervei alapján. A környék a második világháború végén internálótáborként működött. A háború után a kevés visszatérő miatt a zsinagóga hamar elnéptelenedett, 1982-ben be is zárták.
A Dokumentációs Központ Ferencváros 21. század eleji dinamikus városrehabilitációjának, megújulásának egyik lépéseként épült meg 2004-ben. 
Felelős tervezője Mányi István, belsőépítésze Szenes István és Gergely László, táj- és kertépítésze Török Péter voltak. Mányi, Szenes és Török Ybl-díjas építészek, valamint Gergely és a többi munkatárs a tervezés során a földrengések okozta épületi elmozdulásokat igyekeztek utánozni, amivel a holokausztra, mint a magyarországi zsidók földrengésére kívántak reflektálni.
Az épület falai szándékosan szabálytalanok, néhol döntöttek, egyes szakaszaik pedig az egyik végüktől a másikig fokozatosan emelkednek. A szabálytalanságot fokozza néhány fal megépítése is, ahol a többivel szemben a téglasorok nem vízszintesen, hanem az adott fal magasságcsökkenésével ellentétes, emelkedő vonalat kiadva kerültek beépítésre.
A Páva utcai homlokzata középen „V” alakban beugrik, a bejárat is itt került kialakításra. Belül a zsinagógát felújították, ami ma is működik, valamint egy belső kertet és egy árkádsort alakítottak ki az emlékezésnek. A magasföldszinten került kialakításra a kiállítótér. Az épület tetején egy tetőkert is van.
Átadásakor megkapta Budapest Építészeti Nívódíját (2004), majd 2005-ben a Pro Architectura díjat, valamint az Építőipari Mesterdíjat, 2006-ban pedig a Magyar Ingatlanfejlesztési Nívódíjat.